# دوري أندورا الممتاز 2007–08
دوري أندورا الممتاز 2007–08 هو الموسم 13 من  دوري أندورا الممتاز. أقيم خلال الفترة 23 سبتمبر 2007 وحتى 27 أبريل 2008، والذي يشرف على تنظيمه اتحاد أندورا لكرة القدم، وكان عدد الأندية المشاركة فيه  8، وفاز فيه نادي سانتا كولوما.